# Rebekka Bakken
Rebekka Bakken född 1970, är en norsk jazzsångerska och kompositör.

## Biografi
Som ung sjöng Rebekka Bakken i flera skolband. 1988 började hon att skriva sånger och sjunga i soul-, funk- och rockband. 1995 avbröt hon sina filosofistudier och åkte till New York, där hennes band fick ett bra mottagande. Rebekka Bakken bodde sedan ett tag i Wien och bor numera i Sverige.
Hon är känd för sin uttrycksfulla och variationsrika röst. Hennes musik kan beskrivas som en kombination av folk, jazz, rock och pop. Hon betraktar sig inte som jazzmusiker, även om hennes musik är starkt präglad av jazz.
Den 17 maj 2007 mottog hon det österrikiska musikpriset Amadeus Austrian Music Award för skivan 'I keep my cool' i kategorin jazz/blues/folk.

## Diskografi
- Daily Mirror (2001, med Wolfgang Muthspiel)
- Beloved (2002, med Wolfgang Muthspiel)
- Scattering Poems (2003, med Julia Hülsmann)
- The Art Of How To Fall (2003)
- Is That You? (2005)
- I Keep My Cool (2006)
- Morning Hours (2009)
- September (2011)
- Little Drop of Poison (2014)

## Turnéer
- 2010 åkte Rebekka Bakken på ett par miniturnéer i Tyskland, däribland julturnén "December Nights" med Wolfgang Muthspiel, Dieter Ilg och Jesper Nordenström.